# Трушкова, Екатерина Георгиевна
Екатери́на Гео́ргиевна Трушко́ва (11 ноября 1932, Филимоново, Уржумский район, Кировская область, РСФСР, СССР — 26 января 2006, Шойбулак, Медведевский район, Марий Эл, Россия) — бригадир, начальник овцеводческого комплекса совхоза «Шойбулакский» (1977―1995). Лауреат Государственной премии СССР (1987).

## Биография
Родилась 11 ноября 1932 года в дер. Филимоново ныне Уржумского района Кировской области в крестьянской семье.
В 1953 году окончила Уржумский зооветеринарный техникум, в 1967 году — Кировский сельскохозяйственный институт. По его окончании работала главным ветеринарным врачом совхоза «Вотский» Кировского треста овцеводческих совхозов.
С 1976 года — в Марийской АССР: ветеринарный врач, в 1977—1995 годах — бригадир, начальник овцеводческого комплекса совхоза «Шойбулакский». Известна как селекционер новой породы овец.
В 1987 году ей присуждена Государственная премия СССР. Награждена орденом «Знак Почёта» и медалями.
Ушла из жизни 26 января 2006 года в дер. Шойбулак Медведевского района Марий Эл.

## Трудовые награды
- Орден «Знак Почёта» (1971)[2]
- Государственная премия СССР (1987)[2]